# Egon Friedell
Egon Friedell, né Egon Friedmann le 21 janvier 1878 à Vienne et mort le 16 mars 1938 dans cette même ville, est un journaliste et écrivain autrichien passé à la postérité comme dramaturge, critique de théâtre et philosophe. Il a également été acteur, artiste de music-hall et conférencier.

## Biographie

### Années de jeunesse
Friedell était le fils benjamin d'un tisserand juif, Moriz Friedmann, et de Karoline Friedmann, née Eisenberger. Sa mère abandonna le foyer alors que Friedell n'avait qu'un an, et le divorce fut prononcé en 1887. À la mort de son père, en 1891, on le confia à une tante de Francfort-sur-le-Main. C'est là qu'il fréquenta l'école, malgré une interruption au bout de deux années faute d'argent. Déjà il passait pour un trublion et un original. Il alla plus tard d'école en école, entre l'Autriche et l'Allemagne ; puis en 1897 il se convertit au protestantisme et au mois de septembre 1899 il obtint à la quatrième reprise le baccalauréat dans le lycée de Konrad Duden à Bad Hersfeld.

### Ses études
Encore lycéen, il s'inscrivit en 1897 comme auditeur libre à l'Université Frédéric-Guillaume de Berlin en Germanistique, sciences naturelles et philosophie. Devenu bachelier, il s'inscrivit finalement à l'Université de Heidelberg pour y suivre les cours d'histoire de la philosophie de l'Hégélien Kuno Fischer.
En 1899, il gagna finalement le procès qui l'opposait à ses parents sur l'héritage de son père, ce qui lui permit de s'établir à Vienne pour s'y consacrer en toute indépendance aux études les plus éclectiques. Il occupait déjà le logement du n°18 de la Gentzgasse 7, où il habita jusqu'à sa mort.
À partir de 1900 Friedell étudia pendant 9 semestres la philosophie. C'était un habitué du cercle littéraire du Café Central, qui fut bientôt l'un des proches de Peter Altenberg. Friedell composait des essais pour les journaux et les revues telles la Schaubühne ou März. En 1904 il soutint sa thèse, consacrée à Novalis philosophe.
Dans un article intitulé « Préjugés », il écrit par exemple en 1905 : « Le pire des préjugés que nous traînons depuis notre adolescence, c’est l’idée du sérieux de la vie. Les enfants ont une intuition correcte : ils savent que la vie n’est pas une chose sérieuse, et la prennent comme un jeu […]. » Plus tard, il résumera ainsi sa carrière : « Né le 21 janvier 1878 à Vienne, a passé le bac deux fois en Autriche, et deux fois en Prusse, et a été reçu brillamment à sa quatrième tentative ; a été reçu docteur en philosophie à Vienne en relativement peu de temps, ce qui lui a donné une préparation utile à la direction artistique du cabaret La Chauve-Souris. »

### Activités professionnelles
À partir de 1906 il commence une carrière d'artiste de music-hall et de Monsieur Loyal aux cabarets « Nachtlicht », « L’Enfer » (Hölle) et « La Chauve-souris » (Cabaret Fledermaus), dont il est le directeur artistique entre 1908 et 1910. Felix Salten rapporte de cette époque : « Là officiait le Dr.Egon Friedell, bouffon pour son public mais, comme cela arrive le plus souvent, un bouffon bien plus subtil que ses spectateurs. »
En collaboration avec Alfred Polgar, Friedell compose à partir de 1908 ses premières œuvres parodiques comme l’opérette « Le Roi du pétrole, ou le Sorcier du Danube » (Der Petroleumkönig oder Donauzauberer), la comédie militaire « La vie de caserne » (Soldatenleben im Frieden) « approuvée par la censure » (où il est dit que « toute fille d'officier doit obéir à son père sans arrière-pensée ») et surtout sa satire mordante de l'école, « Goethe passe ses examens » (Goethe im Examen), où il interprète lui-même le rôle de Goethe, et qui font sa renommée à travers tous les pays germanophones. En 1910, l'éditeur Samuel Fischer lui commande une biographie de Peter Altenberg ; il ne s'attend pas à la somme critique, bourrée d'analyses littéraires que lui propose Friedell, et qu'il fera, malgré sa longueur, publier sous le titre d’Ecce poeta. Friedell ne sera désormais plus consulté par les éditeurs ; mais ce livre marque ses débuts de critique littéraire.
Friedell monte pour la première fois sur les planches en 1905, à la demande de Karl Kraus, dans une représentation à huis clos de La Boîte de Pandore de Frank Wedekind. Avec l'aide du journaliste Felix Fischer, il ouvre une nouvelle salle de théâtre, Intime Theater, en 1910. Elle accueillera les premières viennoises des pièces d’August Strindberg, de Frank Wedekind et de Maurice Maeterlinck, trop longues pour les grands théâtres de la capitale, mais qui feront le succès de cette salle ; Friedell y était tout à la fois metteur en scène, décorateur, éclairagiste et acteur. En 1912 l'écrivain est invité à se produire à Berlin; en 1913, Max Reinhardt l'emploie épisodiquement comme comédien.
Vers 1914, son addiction à l'alcool et son obésité compromettent sa carrière, et il entreprend une cure de désintoxication dans un sanatorium des environs de Munich. Lorsqu’éclate la Grande guerre, Friedell partage d'abord l'enthousiasme de ses compatriotes. Il multiplie les pamphlets chauvins contre les pacifistes et se signale par son bellicisme, mais il est réformé pour inaptitude physique. En 1916 il fait changer par décision de justice son nom de « Friedmann » en « Friedel », après avoir longtemps porté « Friedländer » comme nom de scène. En 1916 il compose la « Tragédie de Judas » (Judastragödie).
Après l'armistice, l'héritage de Friedell est anéanti par la crise inflationniste. De 1919 à 1924 il travaille comme journaliste et critique de théâtre pour divers journaux dont le Neues Wiener Journal. En 1922 , ses articles sont publiés en volume sous le titre Steinbruch – Vermischte Meinungen und Sprüche.
En parallèle, il accepte en 1927 la proposition de Max Reinhardt de travailler comme dramaturge, metteur en scène et acteur au Deutsches Theater de Berlin. Entre 1924 et 1929 il fait également partie de la troupe du Theater in der Josefstadt à Vienne, où il collabore à la première viennoise de L’Homme difficile de Hofmannsthal (1924).
À partir de 1927 sa santé ne lui permet plus de prendre d'engagements fixes ; il s’attelle désormais à Vienne à sa tâche d'essayiste et de traducteur, en se consacrant particulièrement à son Histoire de la Culture Moderne, dont les trois premiers volumes paraissent entre 1925 et 1931.
Avec la prise de pouvoir par les Nazis en Allemagne en 1933, tous les éditeurs allemands et autrichiens refusent de publier les écrits de Friedell. En 1935 il qualifie le nouveau régime de « règne de l'Antéchrist. Toute manifestation de noblesse, de piété, de culture ou de Raison est balayée de la façon la plus abjecte et la plus impitoyable par une horde de valets dévoyés. » Fin 1937, les œuvres de Friedell sont saisies, car elles contredisent les thèses historiques des Nazis. Finalement au mois de février 1938, son Histoire de la Culture Moderne est censurée en Allemagne.

### Sa mort

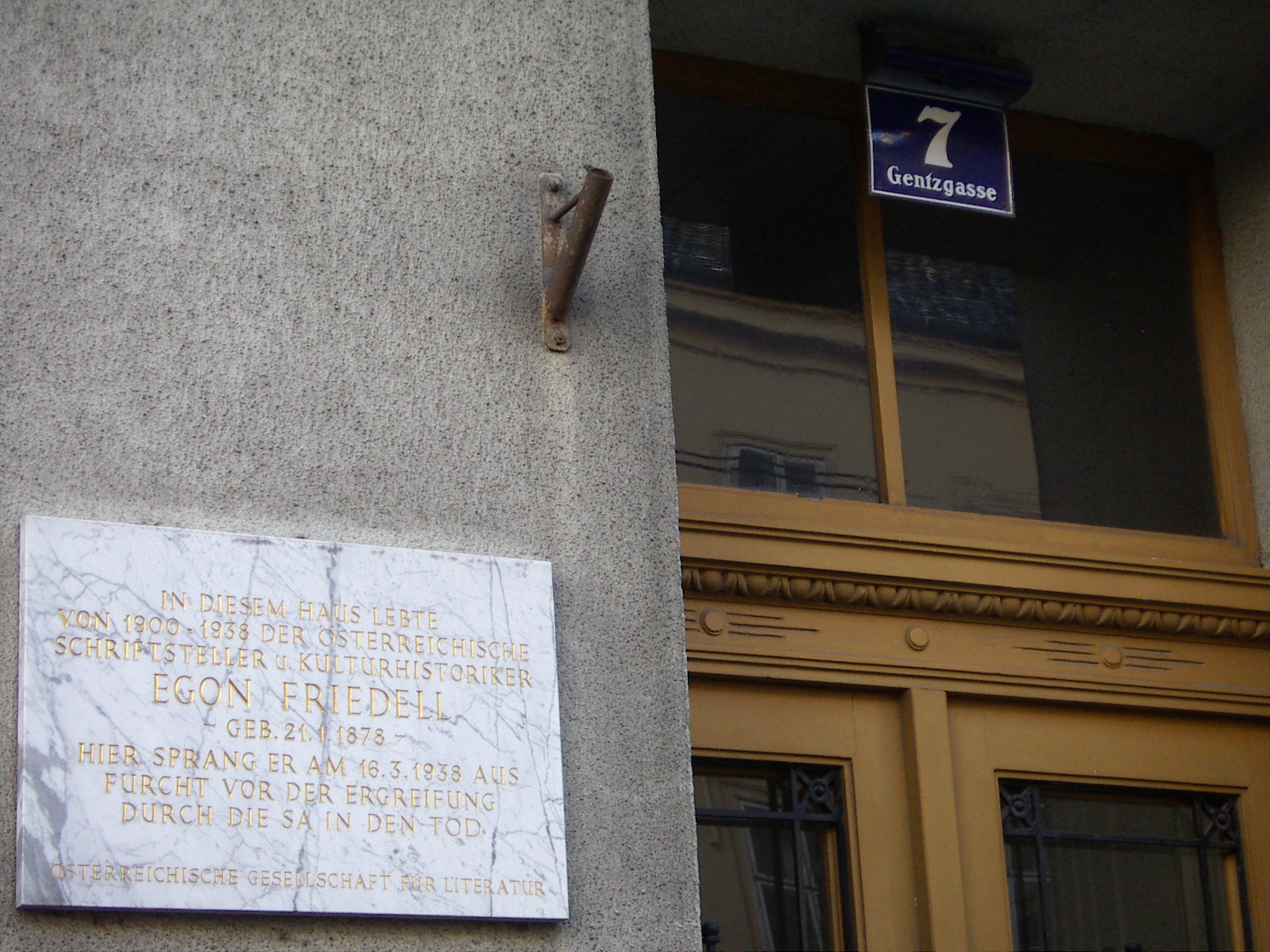
Plaque commémorative au n°7 de la Gentzgasse, à Vienne (XVIIIe arrondissement).

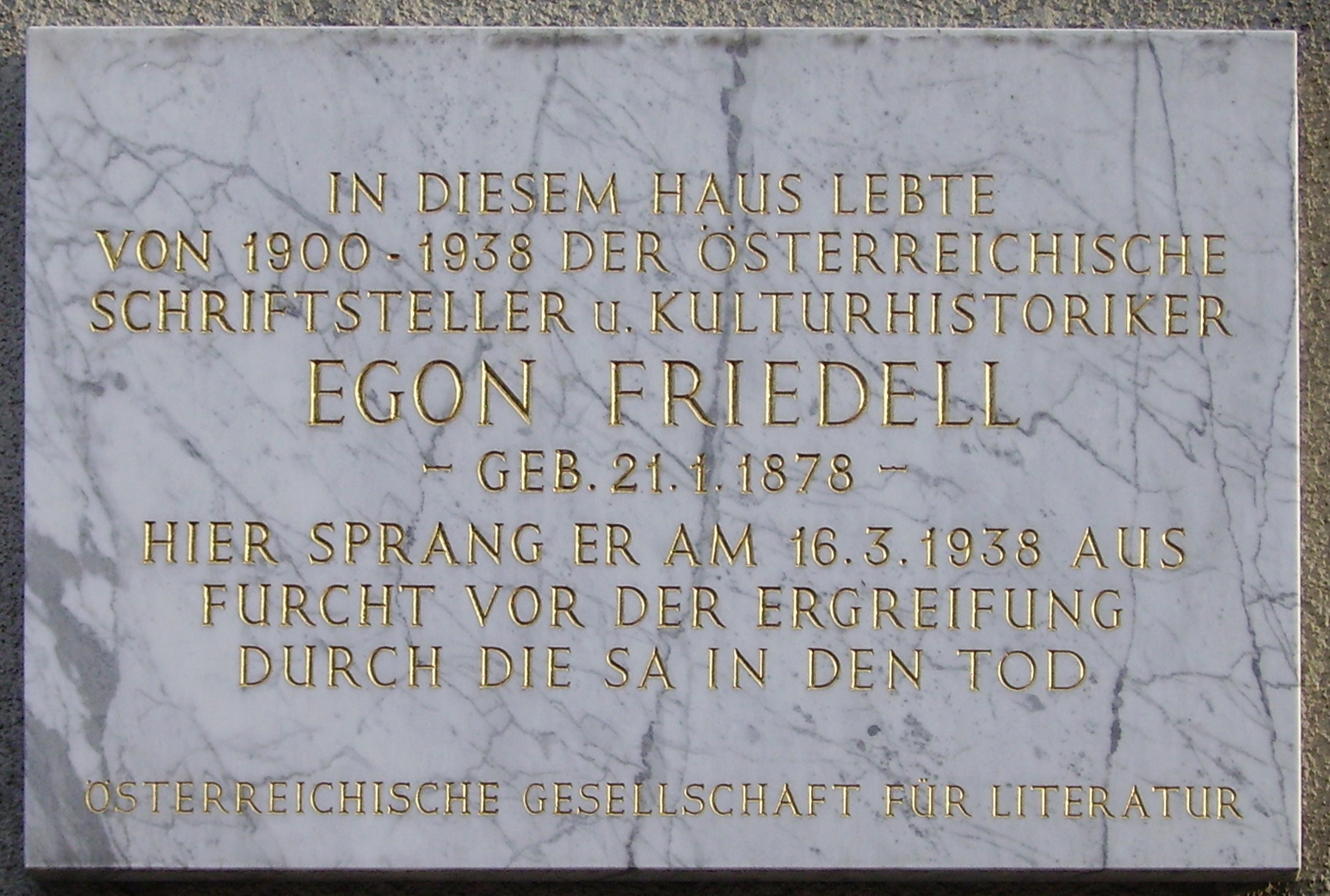
Détail.

Après l’annexion de l'Autriche au Reich allemand, Friedell écrit le 11 mars 1938 à Ödön von Horváth: « De toute façon je suis toujours prêt à partir. » Mais c'est en vain que ses amis l'appellent à quitter le pays ; cette idée désespérait Friedell au point qu'il les suppliait à genoux de lui donner plutôt du poison ou un pistolet.
Le 16 mars 1938, deux SA se présentent à son domicile vers 22 heures. À sa concierge, ils réclament le numéro d’appartement du « juif Friedel.» Selon certaines sources, ils n'étaient pas cette fois encore, chargés de l'arrêter mais l'écrivain redoutait déjà le pire. Tandis qu'ils s'entretenaient avec la concierge, il se jeta par la fenêtre de son appartement du 3e étage et mourut. Selon les rapports écrits, il n'aurait pas manqué d'alerter les passants, leur criant « Écartez-vous ! »
Friedell fut enterré dans le secteur protestant du cimetière central de Vienne, porte 3. Une stèle neuve a été apposée à l'occasion des 125 ans en 2005.
Hilde Spiel a dit de Friedell : « Il pouvait encore incarner à nos yeux la fiction brumeuse de l'homme universel. » En 1954, une rue du quartier Floridsdorf de Vienne (21e arrondissement) a été rebaptisée Egon-Friedell-Gasse. En 1978 pour le centenaire, un timbre à son effigie a été émis par les postes autrichiennes.

## Œuvres

### Essais d'histoire culturelle
Friedell dressa dès la fin des années 1920 un programme de travail détaillé pour la composition de son grand œuvre, Kulturgeschichte der Neuzeit, où il se proposait d'exposer l'évolution culturelle du Moyen Âge à l'ère coloniale d'une façon à la fois originale, synthétique et même à l'occasion anecdotique. Friedell fait débuter l'Époque moderne avec la Peste noire et analyse son développement comme celui d'une maladie, qui culmine avec « un gigantesque complexe d'Œdipe. »
Le premier tome paraît en 1925 aux éditions Ullstein-Verlag ; mais leur propriétaire, Hermann Ullstein, était suspect aux yeux de l'homme de théâtre qu'était Friedell. Après cinq réponses négatives, l'éditeur munichois Heinrich Beck accepte en 1927 de publier la série complète. Cette histoire culturelle a été un énorme succès de librairie et elle a été traduite dans sept langues. Friedell put ainsi vivre de sa plume.
En 1936 , la première partie de son « Histoire culturelle de l'Antiquité » (« L’Égypte et l’Orient ancien ») paraît aux éditions suisses Helikon-Verlag. La seconde partie, « Histoire culturelle de la Grèce », inachevée, ne paraîtra que de façon posthume. L'auteur avait prévu de poursuivre par Rome et les débuts de la Chrétienté.

### Ouvrages parus de son vivant
- Der Petroleumkönig. 1908
- Goethe. Eine Szene (en coll. avec Alfred Polgar). C. W. Stern, Vienne (1908).
- Ecce poeta. S. Fischer, Berlin (1912).
- Von Dante zu d’Annunzio. Rosner & Stern, Vienne (1915).
- Die Judastragödie. In vier Bühnenbildern und einem Epilog. Strache, Vienne (1920).
- Das Jesusproblem. Avec une préface d'Hermann Bahr, Rikola, Vienne (1921). lire en ligne
- Steinbruch. Vermischte Meinungen und Sprüche. Verlag der Wiener Graphischen Werkstätte, Vienne (1922).
- "Das ist klassisch!" Nestroy-Worte. Édité par Egon Friedell, avec 4 dépliants, Wiener-Drucke, Vienne (1922).
- Kulturgeschichte der Neuzeit. Die Krisis der europäischen Seele von der schwarzen Pest bis zum Weltkrieg. 3 vol. Beck, Munich 1927–31. Modèle:IA
- Kleine Philosophie. Vermischte Meinungen und Sprüche. Phaidon, Vienne (1930).
- Kulturgeschichte des Altertums. Leben und Legende der vorchristlichen Seele. Erster Teil: Ägypten und der Alte Orient. Helikon, Zürich (1936).

### Œuvres posthumes
- Die Reise mit der Zeitmaschine. Phantastische Novelle. Piper, Munich (1946).
- Friedell-Brevier. Aus Schriften und Nachlaß ausgewählt von Walther Schneider. Erwin Müller, Vienne (1947).
- Kulturgeschichte Griechenlands. Leben und Legende der vorchristlichen Seele. Avertissement de W. Schneider, Beck, Munich (1949).
- Das Altertum war nicht antik und andere Bemerkungen. Éd. par W. Schneider. Georg Prachner, Vienne (1950.
- Kleine Porträtgalerie. Fünf Essays (Novalis, Carlyle, Lord Macaulay, Emerson, Peter Altenberg), Beck, Munich (1953).
- Aphorismen zur Geschichte. Aus dem Nachlaß. Éd. par W. Schneider. Prachner, Vienne (1950),
- Correspondance. Seule édition autorisée par les héritiers, augmentée et révisée par W. Schneider. Georg Prachner, Vienne (1959).
- Ist die Erde bewohnt?. Introduction et choix de textes par W. Schneider. Stiasny, Graz/Vienne (1961).
- Emerson. Sein Charakter aus seinen Werken. Commentaires et trad. d'Egon Friedell. Lutz, Stuttgart o. J. (1906)
  - Ralph Waldo Emerson: Von der Schönheit des Guten. Betrachtungen und Beobachtungen. Éd. revue et augmentée avec une préface d'Egon Friedell. Postface de Wolfgang Lorenz. Diogenes (detebe 22440), Zürich 1992,  (ISBN 3-257-22440-0).
  - Emerson: Repräsentanten der Menschheit. Sieben Essays. Postface d'Egon Friedell, Diogenes (detebe 21696), Zürich,  (ISBN 978-3-257-21696-7).
- Abschaffung des Genies. Essays bis 1918. Éd. par Heribert Illig. Löcker, Vienne (1982).
- Selbstanzeige. Essays ab 1918. Éd. par H. Illig, Löcker, Vienne (1985).
- Meine Doppelseele. Taktlose Bemerkungen zum Theater. Éd. par H. Illig. Löcker, Vienne (1985).
- „Über das Heroische in der Geschichte“ von Thomas Carlyle. Ed. par W. Lorenz. Sabon, Saint-Gall (2001),  (ISBN 978-3-907928-31-8).
- Der Schriftspieler. Autobiographische Schriften. Löcker, Vienne (2002),  (ISBN 978-3-85409-368-8).

### Filmographie
- 1922 : Yves, die Gauklerin

### Rééditions
- Das ist klassisch! Sprüche und Sentenzen. Choix de textes et préface d'Egon Friedell. Avec dessins à la plume de Gerald Narr. Buchverlag der Morgen, Berlin 1989.
  - Johann Nestroy: Lektüre für Minuten. Insel, Francfort-sur-le-Main (2001),  (ISBN 978-3-458-17094-5).
- Goethe und die Journalisten. Satiren im Duett. Éd. par H. Illig. Löcker, Vienne (1986),  (ISBN 3-85409-095-1)
- Ist die Erde bewohnt? Essays von 1919 bis 1931. Éd. par H. Illig. Diogenes Verlag, Zürich 1985
  - Ist die Erde bewohnt? Theater, Feuilleton, Essay, Aphorismen, Erzählung. Volk und Welt, Berlin 1990
- Die Judastragödie, Bastei, Vienne (1963)
- Kulturgeschichte Ägyptens und des Alten Orients. C.H.Beck, Munich,  (ISBN 978-3-406-44054-0)
- Kulturgeschichte Griechenlands. C.H.Beck, Munich,  (ISBN 978-3-406-38061-7)
- Kulturgeschichte der Neuzeit. Ausgabe in einem Band. C.H.Beck, Munich,  (ISBN 978-3-406-40988-2)
- Die Rückkehr der Zeitmaschine. Phantastische Novelle. Diogenes (detebe 81), Zürich (1974),  (ISBN 978-3-257-20177-2)
- Steinbruch. Kleine Philosophie. Diogenes (detebe 21987), Zürich (1991),  (ISBN 3-257-21987-3)
- Vom Schaltwerk der Gedanken. Essays zu Politik, Geschichte, Philosophie, Religion, Theater und Literatur / Autobiographische Skizzen und Feuilletons. Herausgegeben von Daniel Keel und Daniel Kampa. Diogenes, Zürich (2007),  (ISBN 978-3-257-06625-8)
- Kulturgeschichte der Neuzeit. Kulturgeschichte Ägyptens, in einem Band. Zweitausendeins,  (ISBN 978-3-86150-893-9)

## Film
- 1978: Egon Friedell. Kauz, Dilettant und Genie. Eine Produktion des Saarländischen Rundfunks/Fernsehen 1978 (60 Minuten). Buch und Regie: Klaus Peter Dencker
- 2003: Ich spotte, auch wenn ich dafür bluten muss. Die zwei Seiten des Genies der Kulturgeschichte Egon Friedell, [Bildtonträger], Gespräch mit Heribert Illig. Düsseldorf: dctp in: (Deutsches Literaturarchiv, Marbach), 1 Videokassette (VHS, 25 min) farb.